# Chmeľnica
Chmeľnica, deutsch Hopgarten (bis 1927 slowakisch „Hopgart“ – 1927 bis 1948 „Hobgart“; ungarisch Komlóskert – bis 1902 Hobgárt) ist eine Gemeinde im Norden der Slowakei, in der historischen Landschaft Zips, unweit der Grenze zu Polen.  Die rund 900 Einwohner (Stand: 2007) sprechen untereinander mehrheitlich einen deutsch-schlesischen Dialekt, das Outzäpsersch. Seit 2023 hat der Ort den Status einer deutschen Minderheitengemeinde.

## Name
1352 wird der Ort erstmals unter dem Namen Hobgart erwähnt. Die Bedeutung des Namens ist umstritten; nach einigen soll er „Hofgarten“ bedeuten, nach anderen „Hopfengarten“. Auf die Interpretation als „Hopfengarten“ gehen der von 1907 bis 1913 offizielle ungarische Name Komlóskert (komló „Hopfen“, kert „Garten“), der seit 1948 gültige slowakische Name Chmeľnica (chmeľ „Hopfen“) sowie das Ortswappen zurück.

## Geschichte

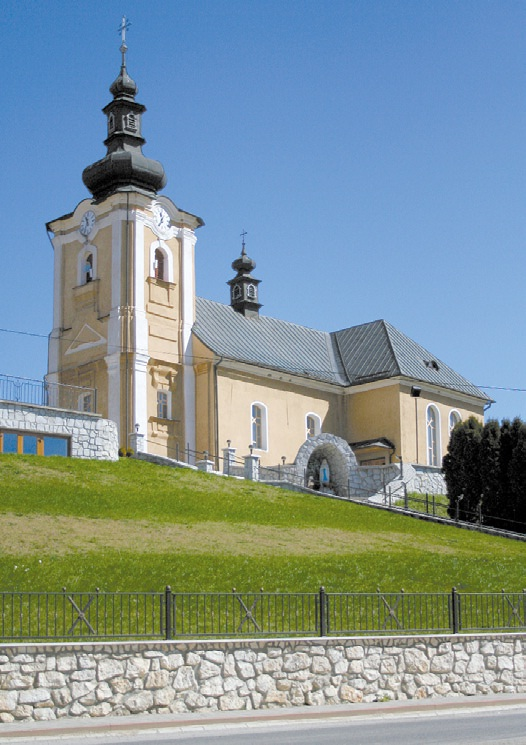
Die römisch-katholische Kirche St. Ondrej in Chmeľnica

Der Ort wurde im Jahr 1315 von deutschen (Zipser sächsischen) Einwanderern gegründet. Das Areal soll 1314 vom Burggrafen von Altlublau, Nikolaus, dem Schultheißen vom ganz in der Nähe liegenden Dorf Stein, ebenfalls Nikolaus, zur Besiedlung übergeben worden sein. Die Ortsmundart, Outzäpsersch genannt, ist eine schlesische Mundart. Im späten 18. Jahrhundert wanderte ein Teil der Hopgartner in die Ostkarpaten weiter, wo sie sich beispielsweise in Vișeu de Sus (Oberwischau) niederließen; siehe auch Zipser in Rumänien.
Die deutschsprachigen Zipser Sachsen lebten bis zum Zweiten Weltkrieg recht friedlich mit den anderen Ethnien zusammen. Nach dem Zweiten Weltkrieg wurde die Tschechoslowakei wiederhergestellt und die Deutschen sollten vertrieben werden. Da jedoch die Deutschen von Hopgarten ein sehr gutes Verhältnis zu den umgebenden Slowaken und Ukrainern/Ruthenen (Untergruppe der Lemken, innerhalb der Russinen, die in der Slowakei als eigene Ethnie neben den Ukrainern gezählt werden) hatten, wurden sie von diesen oft gewarnt, sobald die tschechische Miliz im Anmarsch war. Durch die recht frühe Warnung konnten sich die Deutschen im Wald oder in anderen Dörfern, die hauptsächlich von Russinen bewohnt wurden, verstecken. Am Abend des 26. Juni 1946 umstellten tschechische Soldaten das Dorf und brachten die Deutschen ins Sammellager Stará Ľubovňa (Altlublau). Nachdem aber der slowakische Pfarrer von Hopgart sowie die slowakischen, russinischen und goralen Bürgermeister der Nachbargemeinden dagegen protestiert und sich somit mit den Deutschen solidarisiert hatten, kamen sie wieder frei. Einem zweiten Deportationsversuch am 5. Juli 1946 entzogen sich die Dorfbewohner nach Vorwarnung durch slowakische Nachbarn, indem sie sich abermals im Gemeindewald versteckten. Die folgenden Wochen hielten sie sich weiterhin versteckt, konnten dabei jedoch weiterhin ihre Felder bestellen. 101 Personen wurden aufgespürt und ausgewiesen; der Mehrheit – etwa 600 – gelang es jedoch, verborgen zu bleiben, bis im September 1946 den verbliebenen Hopgartern gestattet wurde, sich als Slowaken zu erklären und so in der Heimat zu bleiben. Schließlich wurde den Deutschen Anfang der 1950er Jahre die tschechoslowakische Staatsangehörigkeit wieder zuerkannt.
1921 sprachen 499 Einwohner Deutsch und 72 Slowakisch, 1930 562 Deutsch und 81 Slowakisch, 1964 von 816 Einwohnern „fast alle“ Deutsch. Heute sprechen etwa 60 Prozent der rund 1000 Einwohner das schlesische Hopgärtnerisch. Seit März 2023 ist Deutsch eine zusätzliche Amtssprache der Gemeinde.

## Bevölkerung
| Jahr                | 1994 | 2004    | 2014    | 2024    |
| ------------------- | ---- | ------- | ------- | ------- |
| Anzahl der Personen | 905  | 918     | 977     | 1009    |
| Unterschied         |      | +1,43 % | +6,42 % | +3,27 % |

| Jahr                | 2023 | 2024    |
| ------------------- | ---- | ------- |
| Anzahl der Personen | 992  | 1009    |
| Unterschied         |      | +1,71 % |

## Sozialistische Ära
Gleich nach der Wiedererrichtung des tschechoslowakischen Staates 1945 wurde die deutsche Sprache verboten und war außerdem verpönt, zusätzlich wurde durch den Zuzug von Slowaken der Anteil der Deutschen geringer. Gleich nachdem das Verbot gesetzlich festgelegt worden war, bekamen die Deutschsprachigen einen slowakischen Lehrer. Die Deutschen sprachen dennoch zu Hause in der Familie untereinander Deutsch, und der slowakische Pfarrer nahm die Beichten auch in deutscher Sprache ab.
Der Gemeindewald wurde 1948 verstaatlicht und in den 1970er Jahren abgeholzt. Die landwirtschaftlichen Betriebe wurden 1973, nachdem sich die Dorfbewohner über zwei Jahrzehnte der Kolchosierung widersetzt hatten, in die landwirtschaftliche Produktionsgenossenschaft überführt. Als wichtigster Arbeitgeber agierte in dieser Zeit die Schraubenfabrik in Stará Ľubovňa.

## Heutige Situation
Heute beherrschen in Hopgarten von den ungefähr 900 Einwohnern über 600 Personen, darunter auch Kinder, den deutschen Dialekt oder Hochdeutsch als Muttersprache. Nur eine Minderheit erklärt sich jedoch bei Volkszählungen als Deutsche, im Jahre 2001 nur 107 von 914, also 11,71 %. In der Grundschule (1.–4. Klasse) ist Slowakisch Unterrichtssprache, jedoch bekommen die dortigen Schüler sieben Stunden Deutschunterricht (zwei mehr als an anderen slowakischen Schulen, die Deutsch ab der 1. Klasse anbieten). Ab der fünften Klasse besuchen die Schüler die Grundschule Za Vodou in Stará Ľubovňa, wo es fünf Deutschstunden pro Woche gibt. Es besteht in Poprad die Möglichkeit, nach dem Abschluss der Grundschule das Staatliche Gymnasium UDT Poprad mit bilingualem Zweig (slowakisch-deutsch) zu besuchen und dort auch das deutsche Abitur abzulegen. Trotz dieser Umstände ist es schwierig zu sagen, ob sich der deutsche Dialekt hält, da es an neuen deutschen Wörtern fehlt, an deren Stelle dann slowakische gebraucht werden.
Mit der Schließung der Schraubenfabrik in Stará Ľubovňa nach dem Ende des Sozialismus sowie infolge der geringer werdenden Verdienstmöglichkeiten in der Landwirtschaft ist Chmeľnica – wie die gesamte Region – erheblich von der Arbeitslosigkeit betroffen. Vor diesem Hintergrund wird mit verstärkter Abwanderung aus dem Dorf gerechnet.